# ラストジェンダー 〜何者でもない私たち〜
『ラストジェンダー 〜何者でもない私たち〜』（ラストジェンダー なにものでもないわたしたち）は、多喜れいによる日本の漫画作品。
『イブニング』（講談社）の新人の登竜門である「俺の零話読み切りプロジェクト」の第17回作品として、読み切り『私季、折々と』が制作され、同誌にて2020年19号に掲載。その後『ラストジェンダー 〜何者でもない私たち〜』のタイトルで2021年5号から同年12号まで連載後、『コミックDAYS』（同）に移籍して同年6月6日から2022年4月10日まで連載。
本作が多喜の青年誌初連載作品である。オムニバスストーリーとして描かれている。

## あらすじ
ハプニングバー『BAR California』には様々な性別、性癖、性的指向の人々が集まり、それぞれの想いを抱えている。

## 登場人物
瑤
『BAR California』で働いている。

## 書誌情報
- 多喜れい『ラストジェンダー 〜何者でもない私たち〜』講談社〈イブニングKC〉、既刊1巻 / 電子書籍 全3巻[8][9]（2022年5月23日現在）
  1. 2021年5月21日発売[講 1][7]、ISBN 978-4-06-523384-9
  2. 2021年11月22日配信、ASIN B09LCMKFJQ
  3. 2022年5月23日配信、ASIN B09ZXWSW2J

### 講談社コミックプラス
以下の出典は講談社コミックプラス（講談社）内のページ。書誌情報の発売日の出典としている。
1. 1 2  “ラストジェンダー 〜何者でもない私たち〜（1）”. 講談社コミックプラス.   講談社. 2021年11月11日閲覧。